# Mamba 35
Mamba 35 är en segelbåt som konstruerades av Jan Becker och hans far Harry Becker och såldes mellan 1982 och 1989. Den här båten är en snabb familjeseglare med en hög mast och medelhöga fribord.
När Jan och Harry Becker ritade den här båten gjorde de en jämförelse med sina två tidigare modeller Joule 44 Conqubin 38 som ledde till ännu längre vattenlinje och lägre fribord.

## Källhänvisningar
- sailguiden.com
- Maringuiden Nordic AB Mamba 35